# 省エネルギー住宅

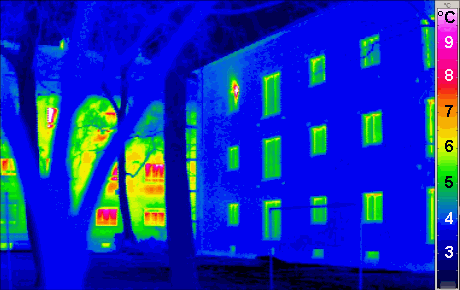
省エネルギーパッシブハウス適合住宅（右）と、従来住宅（左）のサーモグラフィー。断熱性能の違いが出る

省エネルギー住宅（しょうエネルギーじゅうたく、Low-energy house）とは、従来の住宅よりも断熱、気密、防露、夏の日射遮蔽、換気が優れた住宅。

## 各国の基準
各国には以下のような国家省エネ基準が存在する。
- House Energy Rating - オーストラリア
- Home energy rating - 米国
- EnerGuide - カナダ
- National Home Energy Rating - イギリス

### ヨーロッパ
ドイツでは、Niedrigenergiehaus基準では、部屋1平方メートルあたりの暖房コストが年間7リットル以下（50 kWh/m²a または 15,850 Btu/ft²/yr）とされる。また、ドイツにおけるパッシブハウス基準は高度省エネルギー基準とされ、暖房コストは 15 kWh/m²a 以下、または 4,755 Btu/ft²/yr 以下を満たす必要があり、これは欧州他国でも取り入れようとしている。
スイスでは、MINERGIE基準は42 kWh/m²a 以下、または or 13,300 Btu/ft²/yr 以下、Minergie-P基準はパッシブハウス基準と同等とされる。

### 日本
複数の基準が存在する。
- 昭和55年基準 - 旧省エネルギー基準
- 平成4年基準 - 新省エネルギー基準
- 平成11年基準 - 次世代省エネルギー基準
- 平成21年基準 - トップランナー基準

## 特徴
省エネルギー住宅の実現に必要な3大要素
- 住宅本体

断熱・遮熱
- 冷暖房・給湯機器・窓・サッシなど

高効率で適正サイズの機器
- 利用時の管理

運転の効率化（マンションの場合BEMSなどを含む。）
さらに近年では、地球環境・周辺環境・住宅環境まで視野に入れた環境共生住宅という考え方も登場している。